# Peter Mathews (Politiker)

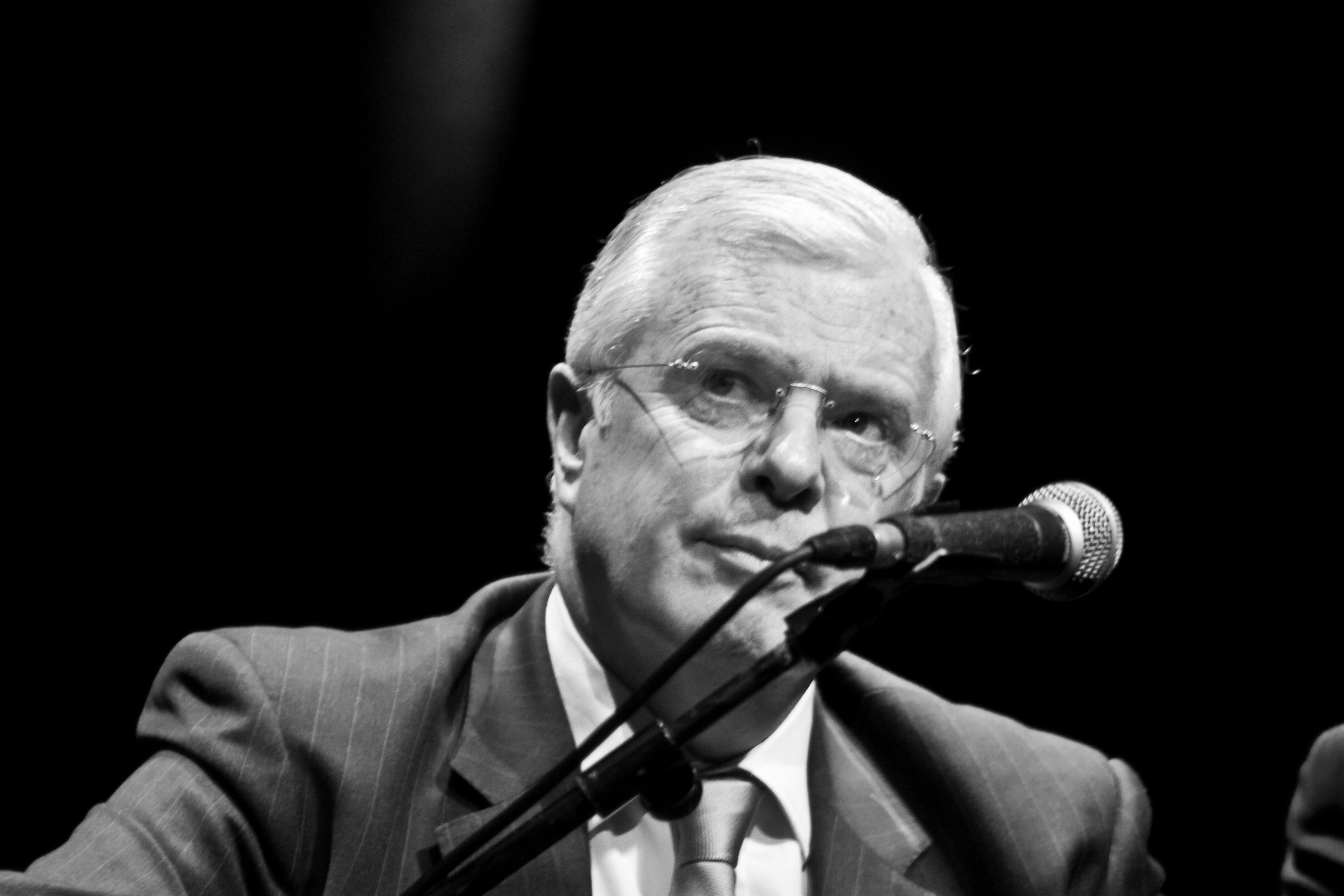
Peter Mathews

Peter Mathews (irisch Peadar Maitiú; * 7. August 1951 in Dublin; † 27. Februar 2017) war ein irischer Politiker (Fine Gael) und von März 2011 bis Februar 2016 Teachta Dála (Abgeordneter) im Dáil Éireann, dem irischen Unterhaus.

## Leben
Mathews studierte am University College Dublin Wirtschaftswissenschaften und war als Wirtschaftsprüfer für Coopers & Lybrand (heute: PricewaterhouseCoopers – PwC) tätig. Während der Bankenkrise war er gefragter Experte in den irischen Medien.
Er trat den Progressive Democrats in der Gründungsphase bei, verließ die Partei allerdings kurze Zeit später wieder. Er trat dann der Fine Gael bei.
Bei den Wahlen zum Dáil Éireann 2011 wurde er im Wahlkreis Dublin South in den Dáil gewählt. 2013 überwarf er sich mit der Fine Gael, als er gegen den Protection of Life During Pregnancy Act 2013 der eigenen Regierung stimmte. Dadurch wurde er aus der Fraktion temporär ausgeschlossen. Im Oktober 2013 trat er aus der Partei aus und saß nachfolgend als Unabhängiger im Dáil. Obwohl bei ihm Speiseröhrenkrebs diagnostiziert wurde, trat er bei den Wahlen zum Dáil Éireann 2016 erneut an, verlor aber seinen Sitz.
Mathews war mit Susan seit 1985 verheiratet und hatte mit ihr vier Kinder.